# Cristian Palacios
Cristian Palácios (Salto, 2 de setembro de 1990) é um futebolista uruguaio que atua como atacante. Atualmente joga pelo Universidad de Chile.

## Carreira
Palacios começou sua carreira no Atlético Chaná, clube do departamento de Salto, o mesmo que ele nasceu. O primeiro clube proficional de Palacios foi o Peñarol, ele estreou profissionalmente em 12 de setembro de 2009 numa partida contra o Racing, pelo Torneo Apertura 2009. Ele marcou seu primeiro gol pelo Peñarol no Torneo Apertura 2010 contra o Liverpool. Em janeiro de 2011 foi emprestado ao Central Español, ele jogou pelo clube até junho do mesmo ano. Em sua primeira partida oficial com a camisa do Central Español, ele marcou três gols contra o Cerro, e se tornou o artilheiro do torneio com quatorze gols. Ele voltou ao Peñarol para a temporada 2011-12, mas jogou apenas três jogos. Dessa forma, foi emprestado em janeiro de 2012 ao Atlético Tucumán da Argentina. Depois passou pelo El Tanque Sisley, Olmedo e Juventud. Ele voltou ao Peñarol em meados de 2015, onde conquistou o Campeonato Uruguaio 2015-16, também nesta temporada marcou cinco gols, um desses foi o último gol do torneio na partida contra o Juventud de Las Piedras. Em 2017 voltou ao Peñarol para disputar o Torneo Clausura, onde conquistou o Campeonato Uruguaio de 2017 marcando dez gols. Em 2018 assinou pelo Puebla e depois de um péssimo começo, foi emprestado em 2019 ao Sporting Cristal e depois ao Unión Española em 2020. No início de 2021, rescindiu seu contrato com o Puebla para que finalmente fosse comprado pelo Unión Española por duas temporadas. Em 2022 após finalizar suas duas temporadas na Unión Española, ele foi contratado pela Universidad de Chile.

## Títulos
Peñarol
- Torneo Apertura: 2015
- Campeonato uruguaio: 2015–16